# Ida Aalberg

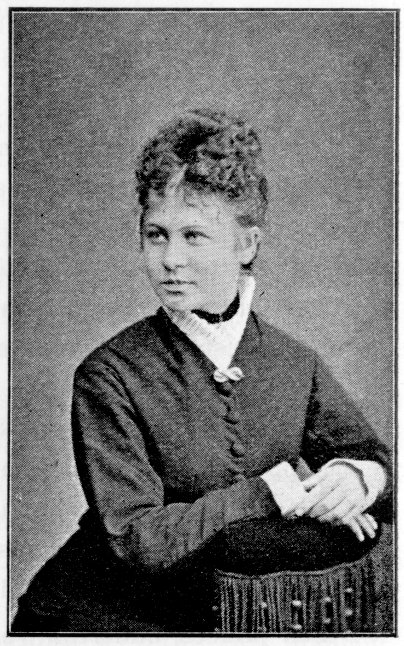
Ida Aalberg (1907)

Ida Emilia Aalberg (* 4. Dezember 1857 in Janakkala, Finnland; † 17. Januar 1915 in Sankt Petersburg) war eine finnische Schauspielerin. Sie galt als Duse des Nordens, gab den von ihr gespielten Gestalten temperamentvolle Lebensfülle und war zu ihrer Zeit ein großer Star des finnischen Theaters.

## Leben
Die aus bescheidenen Verhältnissen stammende Ida Aalberg war eine Tochter des Eisenbahners Antti Ahlberg und der Agneta Charlotta Lindroos. Sie begann ihre Schauspielkarriere 1874 am Finnischen Theater (Suomalainen Teatteri) in Helsinki. In ihren ersten Jahren spielte sie auf der Helsinkier Bühne zunächst kleinere Rollen, konnte aber 1877 durch ihren bejubelten Auftritt in einem ungarischen Stück erstmals größeres öffentliches Interesse auf sich ziehen. 1878 und 1880 studierte sie in Dresden bei der deutschen Schauspielerin Marie Seebach das dramatische Fach. Sie erlernte hierbei Deutsch und einen deklamatorischen Stil, den sie auch später bis zu einem gewissen Grad beibehielt. Im Sommer 1880 kam sie auf einer Tournee über München und Wien nach Budapest, wo sie mit ihren Auftritten vor dem ungarischen Publikum einen ersten internationalen Erfolg feierte. Noch im gleichen Jahr gelang ihr der definitive Durchbruch am Finnischen Theater durch ihre Verkörperung der Nora in Henrik Ibsens Stück Nora oder ein Puppenheim.
In der Folge avancierte Aalberg zu einer führenden Schauspielerin Finnlands und steigerte ihr künstlerisches Talent sowohl im dramatischen als auch im komödiantischen Fach. Sie wurde daher eine bevorzugte Schauspielerin von Kaarlo Bergbom, dem Direktor des Finnischen Theaters, und erzielte anhaltenden Ruhm durch Auftritte in zahlreichen finnischen Premieren von Klassikern. Ferner gehörte sie zum Kreis der Reformatoren der finnischen Nationaltheaterbewegung in der Epoche des Naturalismus. Bereits 1883 verließ sie aber die Helsinkier Bühne und suchte eine erfolgreiche Karriere im Ausland zu starten. 1883/84 unternahm sie eine längere Studienreise nach Paris und gab anschließend Gastspiele in skandinavischen Ländern. So verkörperte sie 1885 am königlichen Theater Stockholms die Ophelia  in Shakespeares Hamlet, wurde in einer schwedischsprachigen Interpretation der Nora in Kristiania (heute Oslo) bejubelt und trat dann 1885/86 in Kopenhagen auf.
1887 heiratete Aalberg einen finnischen Nationalisten, den Anwalt und Politiker Lauri Kivekäs (1852–1893). Sie arbeitete denn auch von 1887 bis 1889 wieder wesentlich häufiger im Inland am Finnischen Theater, wo sie neue Rollen wie etwa Schillers Jungfrau von Orleans oder Victorien Sardous Cyprienne spielte. In Berlin lernte sie den österreichischen Schauspieler Josef Kainz kennen und trat 1890 an dessen Seite u. a. als Julia in Shakespeares Romeo und Julia auf. Allerdings wurde ihr Aufenthalt in Berlin durch Gesundheits- und Eheprobleme getrübt. Die frühen 1890er Jahre stellten für sie eine schwierige Lebensphase dar, da sie sich aufgrund ihrer häufigen Auslandstourneen vom finnischen Theater entfremdete und trotz einiger Erfolge auf dieser Bühne – zu denen etwa ihre Darstellung der Hauptrolle von Ibsens Hedda Gabler zählte – vermehrter Kritik ausgesetzt sah. Im März 1893 starb ihr Gatte Lauri Kivekäs und im gleichen Jahr gab sie Gastspiele in Finnland und Sankt Petersburg.
Aalberg ging 1894 eine zweite Ehe mit dem Baron Alexander von Uexküll-Güldenband (1864–1923) ein. Kurz darauf nahm sie an einer von Harald Molander organisierten Tournee durch Skandinavien teil und gefiel dabei insbesondere als Marguerite Gautier in Alexandre Dumas’ d.  J. Stück Die Kameliendame. Ende der 1890er Jahre konnte sie krankheitshalber den Schauspielberuf drei Jahre nicht ausüben. Anfang der 1900er Jahre gab sie ihre letzten längeren Gastspiele, wurde 1904/05 in Riga, Sankt Petersburg und Moskau bejubelt und gastierte 1907 nochmals in Ungarn. Nach dem Tod Kaarlo Bergboms 1904 interessierte sie sich verstärkt für das heimische finnische Theaterleben und wurde bei ihrer Arbeit von ihrem mit diesem Genre vertrauten Gatten intensiv unterstützt.
1909–1911 hatte Aalberg als stellvertretende Direktorin eine leitende  Stellung am finnischen Nationaltheater inne, war in dieser Eigenschaft aber nicht erfolgreich. Im zweiten Jahr ihrer Leitungsfunktion am Nationaltheater arbeitete sie daher nur als Mimin. Ihren  wohl letzten Triumph vermochte sie mit ihrer Verkörperung der Hauptrolle von Eugène Scribes Adrienne Lecouvreur feiern. Die Kündigung ihres Theatervertrags hatte einen mehrjährigen Bruch mit dieser Bühne zur Folge, doch stimmte sie 1914 der Feier des 40-jährigen Jubiläums ihrer Schauspielkarriere zu. Sie hielt sich zuletzt in Sankt Petersburg auf und starb dort plötzlich am 17. Januar 1915 im Alter von 57 Jahren. Beerdigt wurde sie am Friedhof Hietaniemi in Helsinki.